# Cornelis Schuyt
Cornelis Schuyt (Leiden, 1557 – aldaar, 9 juni 1616) was een Nederlands organist en componist.

## Familie
Hij was zoon van Floris Cornelisz. Schuyt (Scutius) en Maria Dircx. Van de hun vijf kinderen waren er in 1578 nog vier minderjarig; zij werden door het overlijden van moeder in 1578 wees van Floris. Het voogdijregister meldde Cornelis (21 jaar), Geertrui (24 jaar), Isabella (22 jaar) en Margriet (Grietje 16 jaar). Broer Dirk Schuyt woonde toen al in Amsterdam. Vader hertrouwde hetgeen nog een halfbroer opleverde. In 1593 trouwde hij met Cecilia Pietersdr/Pieters van Uytgeest, het huwelijk bleef kinderloos of ze kregen kinderen die op jonge leeftijd overleden. Zij overleefde hem tot 1635.

## Leven
Cornelis Schuyt was de zoon van Floris Schuyt, organist van de Pieterskerk en de Hooglandse Kerk in Leiden. Na een studiereis door Italië gemaakt te hebben, kreeg Cornelis in 1593 een aanstelling naast zijn vader in de beide Leidse kerken. Daarnaast had hij de verplichting allerlei muzikale taken te vervullen in stedelijke dienst. Hij moest onder andere het beiaard van de Looihal en het stadhuis versteken (1598-1601) en hij was in Leiden muziekleraar op het gebied van zang, cembalo en orgel (1593-1610), Zijn inkomsten bedroegen aan het eind van die loopbaan 450 gulden per jaar.
Na de dood van vader Floris in 1601 werd Cornelis hoofdorganist van de Pieterskerk, voor de Hooglandse kerk kwam Jan Philipszn. van Velsen. Hij stond tijdens zijn werkzame leven in hoog aanzien; hij werd begraven in de Pieterskerk.

## Werk
Cornelis Schuyt liet drie bundels madrigalen verschijnen. Twee daarvan zijn voornamelijk op Italiaanse teksten van onder andere Torquato Tasso en Petrarca geschreven; de derde op Nederlandse teksten van onder meer Daniel Heinsius. Een vierde bundel van Schuyt bevat zesstemmige instrumentale werken, geschreven in de twaalf modi. Orgelmuziek van Schuyt is niet overgeleverd.

Schuyts schrijfwijze is zuiver renaissancistisch; invloeden van de moderne Italiaanse monodie van componisten als Claudio Monteverdi treft men in zijn werken niet aan. Dat maakt Schuyt tot een duidelijk conservatiever componist dan zijn beroemde tijdgenoot, de Amsterdammer Jan Pieterszoon Sweelinck.

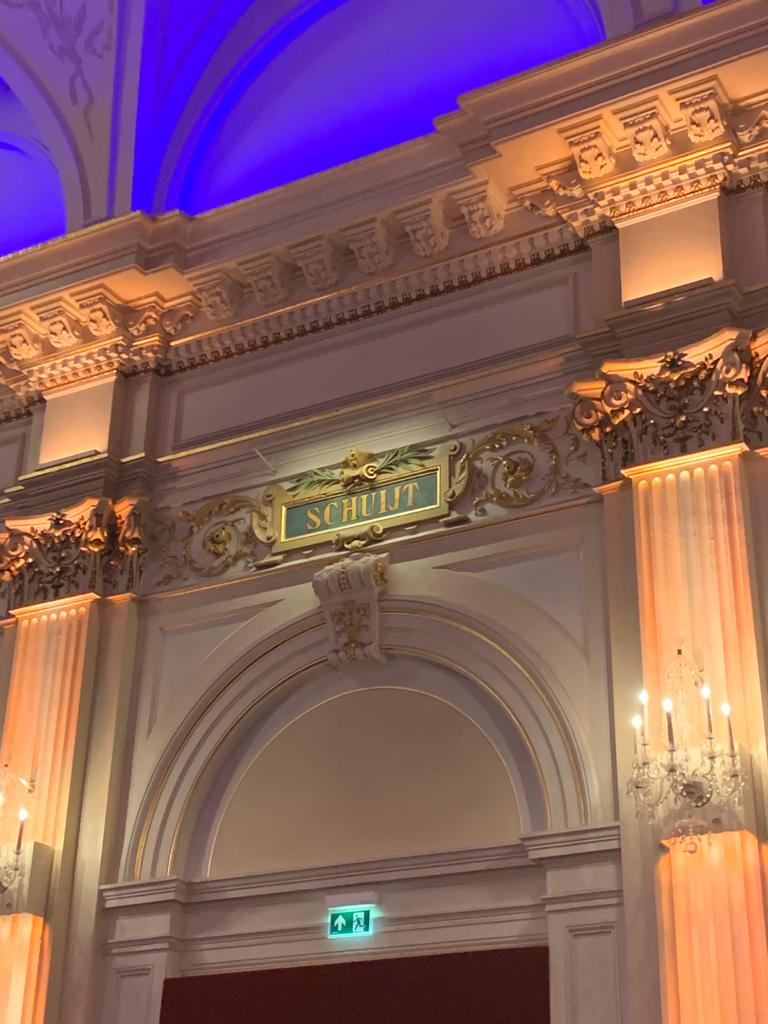
Naam in Concertgebouw Amsterdam

## Bundels
- Il primo libro de madrigali a cinque voci (1600)
- Hollandsche madrigalen met vijf, ses, ende acht stemmen (1603)
- Hymeneo, overo Madrigali nuptiali et altri amorosi (1611)
- Dodeci Padovane, et altretante Gagliarde Composte nelli dodeci modi (1611)

## Wetenswaardigheden
- In de grote zaal van het Concertgebouw Amsterdam is de naam van Cornelis Schuyt met de schrijfwijze Schuijt opgenomen.
- In Amsterdam is de Cornelis Schuytstraat naar hem genoemd. In Leiden bestaat de Cornelis Schuytlaan. In de Stadsgehoorzaal in Leiden is er een zaal naar hem vernoemd: de Cornelis Schuytzaal.

- Biblioteca Nacional de España: XX1772223
- Biografisch Portaal: 74393934
- Digitale Bibliotheek voor de Nederlandse Letteren: schu124
- Gemeinsame Normdatei: 134924924
- International Standard Name Identifier: 0000 0000 5943 2183
- Library of Congress Control Number: n82132804
- MusicBrainz: 0ed2b6b1-aaae-40e5-8177-b95c5ea0bf4c
- Nationale Bibliotheek van Israël: 987007283655005171
- Nederlandse Thesaurus van Auteursnamen: 069096171
- Système universitaire de documentation: 164178724
- Virtual International Authority File: 38268040
- WorldCat: E39PBJc7XRxPqVpvgHgPghwwG3

Haendel · Lulli · Scarlatti · Mozart · Cherubini · Weber · Berlioz · Chopin · Liszt · Wagner · Gounod · Reincken · Schuijt · Obrecht · Sweelinck · Orl. Lassus · Clemens n.P. · Wanning · Brahms · Rubinstein · Niels Gade · Verhulst · Schumann · Mendelssohn · Schubert · Spohr · Beethoven · Haydn ·  Bach · Strawinsky · Pijper · Ravel · Reger · Wagenaar · Tschaikovsky · Zweers · Bruckner · Mahler · Franck · Diepenbrock · Debussy · Dopper · Richard Strauss · Röntgen · Bartók · Dvořák